# Cantemir járás
Cantemir járás (oroszul: Кантемирский район, ukránul: Кантемірський район) közigazgatási egység Moldovában. Közigazgatási központja Cantemir város.

## Fekvése
Az ország délnyugatii részén, a Prut folyótól keletre található. Északról Leova járás, nyugatról a romániai Vaslui megye, keletről Gagauzia délről pedig Cahul járás határolja.

## Lakosság
| Nemzetiségek        | 2004  | 2004   |
| ------------------- | ----- | ------ |
| Moldávok            | 52986 | 88,31% |
| Bolgárok            | 3736  | 6,23%  |
| Ukránok             | 969   | 1,61%  |
| Románok             | 910   | 1,52%  |
| Oroszok             | 710   | 1,18%  |
| Gagauzok            | 569   | 0,86%  |
| Egyéb nemzetiségűek | 171   | 0,28%  |
| Összesen            | 60051 | 100,0% |

## Közigazgatási beosztás
Cantemir járás 1 városból, 26 községből és 24 faluból áll.
Városok
- Cantemir

Községek
- Antonești, Baimaclia, Cania, Capaclia, Chioselia, Ciobalaccia, Cîietu, Cîrpești, Cîșla, Cociulia, Coștangalia, Enichioi, Gotești, Haragîș, Lărguța, Lingura, Pleșeni, Plopi, Porumbești, Sadîc, Stoianovca, Șamalia, Tartaul, Toceni, Țiganca, Vișniovca.

Falvak
- Acui, Alexandrovca, Bobocica, Crăciun, Constantinești, Dimitrova, Flocoasa, Floricica, Ghioltosu, Hănăseni, Hîrtop, Iepureni, Leca, Popovca, Suhat, Șofranovca, Taraclia (Plopi), Taraclia (Sadîc), Tătărășeni, Țărăncuța, Țiganca Nouă, Țolica, Victorovca, Vîlcele.

## Külső hivatkozások
- Népszámlálási adatok Archiválva 2016. június 11-i dátummal a Wayback Machine-ben
- A járás hivatalos honlapja

1. ↑  2014 Moldovan census, 2017